# Nysa-asteroid
Nysa-asteroiderna, eller Nysa-familjen, även känd som Hertha-asteroiderna, eller Hertha-familjen, uppkallad efter 135 Hertha, är en av de största asteroidfamiljerna. Den är en del av Nysa-Polana-komplexet, det största klustret av asteroidfamiljer, och är en stor grupp asteroider som befinner sig i de inre delarna av asteroidbältet. Familjen har fått namn efter den tyngsta medlemmen, 44 Nysa.

## Beskrivning
Gemensamt för asteroider i gruppen är att de har en omloppsbana runt solen med en halv storaxel på mellan 2,41 och 2,5 AE, en excentricitet mellan 0,21 och 0,21 AE och en banlutning mellan 1,4° och 4,3°.
Asteroider i detta komplex är vanligtvis indelade i den steniga Nysa- och den kolhaltiga Polana-undergruppen, två mineralogiskt olika familjer: 
Den mycket ljusare undergruppen av Nysa-asteroider av S-typ (dvs. Nysa-familjen i snäv mening) innehåller bland andra 44 Nysa och 135 Hertha.
I undergruppen av asteroider med lågt albedo i komplexet finns Polana-familjen, en familj av mörka asteroider av F-typ uppkallade efter 142 Polana, den största asteroiden i detta avsnitt. På senare tid har ytterligare en familj, Eulalia-familjen, identifierats i denna undergrupp.

## Nysa-asteroider
Lista över Nysa-asteroider med angivelse av halv storaxel (a), excentricitet (e) och banlutning (i):
| Namn             | a     | e     | i      |
| ---------------- | ----- | ----- | ------ |
| 44 Nysa          | 2,423 | 0,149 | 3,703° |
| 135 Hertha       | 2,428 | 0,206 | 2,306° |
| 142 Polana       | 2,418 | 0,136 | 2,238° |
| 750 Oskar        | 2,444 | 0,130 | 3,952° |
| 2984 Chaucer     | 2,470 | 0,135 | 3,054° |
| 2391 Tomita      |       |       |        |
| 2509 Chukotka    |       |       |        |
| 2710 Veverka     |       |       |        |
| 3048 Guangzhou   |       |       |        |
| 3069 Heyrovský   |       |       |        |
| 3172 Hirst       |       |       |        |
| 3467 Bernheim    | 2,409 | 0,149 | 4,112° |
| 3952 Russellmark |       |       |        |
| 4797 Ako         |       |       |        |
| 5075 Goryachev   |       |       |        |
| 5394 Jurgens     |       |       |        |
| 7629 Foros       |       |       |        |
| 7655 Adamries    |       |       |        |
| 7866 Sicoli      | 2,428 | 0,210 | 3,480° |
| 9922 Catcheller  | 2,402 | 0,190 | 2,492° |